# Toni Brunner
Toni Brunner (Wattwil, São Galo, 23 de agosto de 1974) é um fazendeiro suíço, representante político do Partido do Povo Suíço e um membro do Conselho Nacional Suíço. Inicialmente eleito para parlamento federal em 1995, com apenas 21 anos, tornou-se o mais novo membro da história do parlamento desse país.
Além de trabalhar em sua fazenda, o político dirige a seção de seu partido no cantão de São Galo e possui uma estação de rádio pela internet, cujo público-alvo são as pessoas do campo.
Em 1 de março de 2008, Toni Brunner sucedeu Ueli Maurer como representante do partido nacional. Brunner tem uma relação próxima com o cabeça do partido, Christoph Blocher, que tem muita influência política na Suíça e serve como um vice-diretor do partido.